# Friedrich Wilhelm Telle
Friedrich Wilhelm Telle (Berlín, 9 de setembre de 1798 - 10 de maig de 1862) fou un compositor alemany del Romanticisme.
El 1835 era director d'orquestra del Teatre Imperial de Viena i el 1844 desenvolupava les mateixes funcions en el teatre de Kiel. Va compondre nombroses òperes, entre les quals cal mencionar Das Blane Baret, Sarah i Raphael.